# Padinger Alm
Die Padinger Alm ist eine ehemalige Alm im Bad Reichenhaller Ortsteil Nonn im Landkreis Berchtesgadener Land.

## Baubeschreibung
Das Gebäude auf der Padinger Alm, die ehemalige Berggastwirtschaft, hat eine Grundfläche von 25 × 13 m. Das Erdgeschoss ist als Putzbau ausgeführt, das Obergeschoss ist überlukt verbrettert. Unter dem Ostgiebel befindet sich eine Laube, das westliche Giebeldreieck ist verschindelt. Der Haupteingang befindet sich an der östlichen Giebelseite, weitere Zugänge befinden sich an der südlichen Traufseite und an der westlichen Giebelseite. Der Vorhof ist ein zweiseitig umgreifender, weitläufiger Schotter- und Grashof, der als Biergarten genutzt wurde. Unter dem Dachüberstand sind Platten ausgelegt.

## Geschichte
Die Padinger Alm wurde erstmals 1555 als „Pattinguet“ erwähnt, 1666 hieß sie „Pättingalm“. Mindestens ab der Mitte des 19. Jahrhunderts befand sich eine Hütte auf der Alm, die ab 1884 Ziegenmolke an den Kurbetrieb in der Stadt Reichenhall lieferte.
1967 wurde eine Gaststätte mit Pächterwohnung auf der Padinger Alm genehmigt, die Gaststätte wurde mit kurzen Unterbrechungen bis 2014 betrieben.
Im März 2017 stellte der damalige Besitzer einen Antrag auf Umwidmung als Wohngebäude. Damals wurde das Thema ohne Angaben von Gründen von der Tagesordnung des Reichenhaller Bauausschusses gestrichen. Im Juli 2019 wurde der Antrag und eine Bauvoranfrage einstimmig abgelehnt. Im Jahr 2021 gab das Verwaltungsgericht München dem Besitzer Recht.

## Lage
Die Padinger Alm befindet sich im Bad Reichenhaller Ortsteil Nonn an der Südseite des Hochstaufens auf einer Höhe von 670 m ü. NHN. Der Parkplatz an der Alm war bis 2019 Ausgangspunkt für Besteigungen des Hochstaufens. Da die Alm seitdem geschlossen und der Parkplatz gesperrt ist, können Touren auf den Hochstaufen nur noch von Nonn aus begonnen werden.